# DC Comics
DC Comics is een van de grootste Amerikaanse uitgevers van comics (een Amerikaanse vorm van stripverhalen) en gerelateerde media. DC is verantwoordelijk voor strips over beroemde personages als Superman, Batman, Wonder Woman, Flash, Green Lantern, Aquaman, Green Arrow en hun teamgenoten in de Justice League of America. Al tientallen jaren is DC een van de grootste Amerikaanse stripcompagnieën, samen met Marvel Comics.
Naast mainstream comics geeft DC ook een lijn op oudere lezers gerichte titels uit, onder de imprint DC/Vertigo.
DC beleefde zijn grootste opbloei gedurende de gouden tijd van de strips (kort voor en tijdens de Tweede Wereldoorlog. In deze tijd waren strips over superhelden zeer populair.
De initialen "DC" zijn afkomstig van de stripserie Detective Comics, een van de eerste en populairste stripseries uitgebracht door DC Comics. DC Comics is gevestigd aan 1700 Broadway, New York.

## Geschiedenis

### Oorsprong
Malcolm Wheeler-Nicholsons National Allied Publications debuteerde met New Fun: The Big Comic Magazine #1 in februari 1935. Dit was een stripblad op tabloidformat. De tweede titel van het bedrijf was New Comics #1 (december 1935). Deze titel werd later veranderd naar Adventure Comics, die tot 1983 verscheen en daarmee een van de langstlopende stripseries ooit werd.
Wheeler-Nicholsons derde en laatste titel, Detective Comics, werd in december 1936 aangekondigd, maar kwam uit in maart 1937. Deze stripserie sloeg van de drie series bedacht door Wheeler-Nicholson het beste aan. Zo werd in deel 27 van deze stripreeks het personage Batman voor het eerst ten tonele gevoerd. Om deze stripserie te kunnen publiceren nam Wheeler-Nicholson distributeur Harry Donenfeld als zijn partner. Samen met Jack S. Liebowitz, Donenfelds boekhouder, richtten de drie Detective Comics, Inc. op. Wheeler-Nicholson stapte na een jaar op vanwege geldproblemen.
Detective Comics Inc. lanceerde korte tijd een vierde titel, Action Comics, het stripblad waarin Superman voor het eerst zijn opwachting maakte.

### Jaren 40
Detective Comics, Inc fuseerde met National Allied Publications tot National Comics, dat in 1944 ook Max Gaines' en Liebowitz' All-American Publications naar zich toe trok. Datzelfde jaar stond Gaines toe dat Liebowitz hem uitkocht, en behield hij zelf alleen Picture Stories from the Bible. Deze diende als basis voor zijn eigen bedrijf, EC Comics. Liebowitz fuseerde All-American en National Comics tot National Periodical Publications". National Periodical Publications ging naar de beurs in 1961.
Ondanks de titels "National Comics" en "National Periodical Publications", werd op de omslagen van de strips gepubliceerd door het bedrijf nog steeds het logo van Detective Comics afgedrukt. Zodoende kregen deze strips onder fans de naam DC Comics, die uiteindelijk door het bedrijf werd overgenomen als de officiële naam.
DC bedacht een groot arsenaal personages voor zijn strips, en begon zich fel op te stellen tegen bedrijven die volgens hen deze personages imiteerden. Zo kwamen er een rechtszaak tegen Fox Comics' Wonder Man, die volgens DC te sterk leek op Superman. Ook klaagde DC dat het personage Captain Marvel van Fawcett Comics op Superman gebaseerd zou zijn, maar de rechter besliste anders. In 1960 verkocht Fawcett de rechten op dit personage aan DC.
Toen eind jaren 40 de populariteit van superhelden afnam, ging DC zich focussen op genres als sciencefiction, Western, humor, romantiek, misdaad en horror.

### Jaren 50 en 60
Midden jaren 50 kwamen redacteur Irwin Donenfeld en uitgever Liebowitz met een nieuwe strip over de superheld Flash. In plaats van het oude personage met deze naam centraal te zetten, bedachten ze een nieuw personage dat was aangepast aan deze tijd. De strip was een succes, en leidde tot DC’s beslissing om op dezelfde manier al haar oude personages nieuw leven in te blazen.
Wat volgde was een reeks stripseries waarin de bekende DC personages uit de jaren 40 een voor een opnieuw werden geïntroduceerd, vaak met totaal nieuwe achtergronden of soms zelfs als compleet nieuwe personages die alleen dezelfde naam hadden als het personage uit de jaren 40. Ook deden nieuwe personages hun intrede zoals Supergirl, Bizarro, Brainiac, Batwoman, Bat-Girl en Bat-Mite. Deze actie van DC zette andere uitgeverijen ertoe aan hetzelfde te doen.
DC ging ook een stap verder in de creatie van een centrale continuïteit voor zijn personages. In de jaren 40 was het al zo dat alle personages van dat moment zich in hetzelfde fictieve universum bevonden, het DC Universum. In de jaren 50 besloot DC dit universum uit te breiden tot een multiversum om zo meerdere verhalen te kunnen publiceren die niet altijd op elkaar aan hoefden te sluiten, en om te verklaren hoe het kon dat er nu opeens meerdere versies van hetzelfde personage bestonden. Dit multiversum was voor het eerst zichtbaar in het verhaal "Flash of Two Worlds", gepubliceerd in Flash #123 (september 1961).
In 1967 werd Batman-tekenaart Infantino bevorderd tot redacteur. Omdat Marvel Comics DC dreigde te passeren als grootste uitgeverij van strips, besloot hij DC wat extra populariteit te geven door nieuwe personages en striptitels te introduceren. Hij huurde hiervoor ex-Marvel tekenaar Steve Ditko in. Ook werd de markt voor de strips uitgebreid naar tieners en studenten.
In 1967 werd DC Comics overgenomen door Kinney National Company. Rond dezelfde tijd slaagde DC erin om Marvel-tekenaar Jack Kirby aan te trekken met de belofte dat hij vrij spel zou krijgen voor zijn verhalen. Hij maakte voor DC een reeks verhalen die hij zelf omschreef als “de vierde wereld”. Hij introduceerde schurken als Darkseid en het rijk Apokolips.

### Jaren 70 en 80
In de jaren 70 en 80 werd het gebruikelijk om meer serieuze thema’s als alcohol en drugs te verwerken in stripverhalen. Ook DC kwam met dergelijke verhalen, beginnend met Green Lantern / Green Arrow #85 (September 1971).
Jenette Kahn, een voormalige uitgever van een kindertijdschrift, volgde in januari 1976 Infantino op als redacteur. DC was op dat moment nog steeds aan het proberen terrein te winnen op Marvel door de markt te overspoelen met nieuwe striptitels. In juni 1978, kort voor het verschijnen van de eerste Superman-film, verhoogde Kahn het aantal titels nog verder. De meeste waren geen succes en liepen maar enkele delen. Als gevolg hiervan werden ook veel tekenaars ontslagen.
In de jaren 80 besloot DC flink de bezem te halen door het aantal striptitels en personages, dat inmiddels zo groot was geworden dat nieuwe lezers door de bomen het bos niet meer zagen. Met de 12-delige stripreeks Crisis on Infinite Earths werd het DC multiversum teruggebracht naar een enkel universum, en werd het aantal personages sterk gereduceerd. Ook greep DC dit verhaal aan om de personages die wel behouden bleven opnieuw te moderniseren.
Enkele belangrijke titels waarmee DC nadien nieuwe lezers trok waren Batman: The Dark Knight Returns van Frank Miller en Watchmen van Moore en Dave Gibbons. Deze titels legden de nadruk psychologisch complexe verhalen, en vergrootte DC’s interesse in antihelden. Hiermee kon DC de concurrentie met Marvel blijven aangaan, en strips bij een groter publiek bekendmaken.
In 1989, na uitkomst van de eerste Batman-film, begon DC met de publicatie van zijn hardcoverserie DC Archive Editions.

### Jaren 90
Begin jaren 90 beleefde de stripindustrie even een korte opleving, mede door enkele verhaallijnen die zelfs media-aandacht kregen. Een van deze verhaallijnen draaide om de dood van Superman door Doomsday. De populariteit bleek maar tijdelijk.
DC ging een publicatiedeal aan met Milestone Media, en verkreeg zo een reeks strips met daarin een grote diversiteit aan superheldpersonages. Na een paar jaar stopten de stripreeksen van Milestone. In 1996 spande DC samen met concurrent Marvel Comics om de stripreeks Amalgam Comics te maken.
In 1998 verkreeg DC Wildstorm Comics, Jim Lees stripreeks van Image Comics.

### 2000 tot heden
In maart 2003 verkreeg DC de publicatie- en merchandisingrechten op de fantasyserie Elfquest. In 2004 begon DC te werken aan een vervolg op Crisis on Infinite Earths, waarmee wederom een schoonmaak werd doorgevoerd in de striptitels en de personages opnieuw een modernisatie ondergingen. Dit werd Infinite Crisis.
In 2005 kwam DC met een nieuwe "All-Star"-serie.
DC heeft ook een spel voor de PlayStation 3 genaamd: DC Universe Online
In 2011 onderging het DC-universum opnieuw een reboot met de serie The New 52. Hierbij werden alle op dat moment lopende stripreeksen van DC stopgezet en weer van voor af aan begonnen.
In 2018 werd DC Universe gelanceerd, een streamingdienst die series en films bevat die gebaseerd zijn op de verhalen van DC Comics.

## Titels
- All Star (2005-heden)
- Amalgam Comics (1996-1997; samenwerking met Marvel Comics)
- DC (1935-heden)
- DC Archive Editions (1989-heden)
- DC Focus (2004-2005)
- Elseworlds (1989-2004)
- Helix (1996-1998; fuseerde met Vertigo)
- Impact Comics (1991-1993; verkregen van Archie Comics)
- Johnny DC (2004-heden)
- Mad Books (1992-heden)
- Milestone Media (1993-1997)
- Minx (2007-2008)
- Paradox Press (1998-2003)
- Piranha Press (1989-1993; hernoemd tot Paradox Press)
- Tangent Comics (1997-1998)
- Vertigo (1993-2020)
- WildStorm Productions (1999-2010)
  - America's Best Comics (1999-2005)
  - Cliffhanger (1999-2004; gefuseerd met WildStorm Signature)
  - CMX Manga (2004-2010)
  - Homage Comics (1999-2004; gefuseerd tot WildStorm Signature)
  - WildStorm (1999-heden)
  - WildStorm Signature (2004-2006)
- Will Eisner Library (2000-heden)
- Zuda Comics (2007-2010)